# راثا فونغام
راثا فونغام (بالتايلندية: รฐา โพธิ์งาม)‏ (ولدت في 19 مايو 1983) ممثلة ومغنية تايلدنية عرفت بظهورها في فيلم الرب فقط من يغفر (2013)، وفيلم الميكانيكي: القيامة

## نشأتها
ولدت رثا في 19 مايو 1983 لممثل الكوميديا التايلاندي نوي فونجام في العاصمة بانكوك. في السادسة من عمرها أخذت دروس الباليه. بدأت حياتها المهنية الحقيقية عندما اختبرت أغنية سيلين ديون لأنك أحببتني وحصلت على صفقة قياسية. أصدرت ألبومها الأول Ya Ya Ying في نفس العام وأصبحت معروفة على المستوى الوطني تحت اسمها فني في ذلك الوقت يايايينغ. على مر السنين تعاونت مع العديد من الفنانين التايلانديين المشهورين وسجلت الأغاني مع العديد من الموسيقيين. بعد إصدار بعض الألبومات المنفردة، تابعت بعد اصدار عدة ألبومات. عملت أيضًا عدة مرات مع كاتريا إنجليش و تشاينا دولز و جينيفر بوليتانونت وأصدرت معهم ألبومات؛ تخرجت من جامعة بانكوك بدرجة البكالوريوس ثم درجة الماجستير في فنون الاتصال قبل الشروع في مهنة كممثلة.

## روابط خارجية
- راثا فونغام على موقع IMDb (الإنجليزية)
- راثا فونغام على موقع ميوزك برينز (الإنجليزية)
- راثا فونغام على موقع أول ميوزيك (الإنجليزية)
- راثا فونغام على موقع ديسكوغز (الإنجليزية)
- راثا فونغام على موقع قاعدة بيانات الفيلم (الإنجليزية)